# Philippe Vilain XIIII
Philippe Louis Marie Ghislain graaf Vilain XIIII (Gent, 17 december 1778 - Brussel, 27 april 1856) was een politicus in het Verenigd Koninkrijk der Nederlanden en in België, grootgrondbezitter, industrieel en financier.

## Levensloop

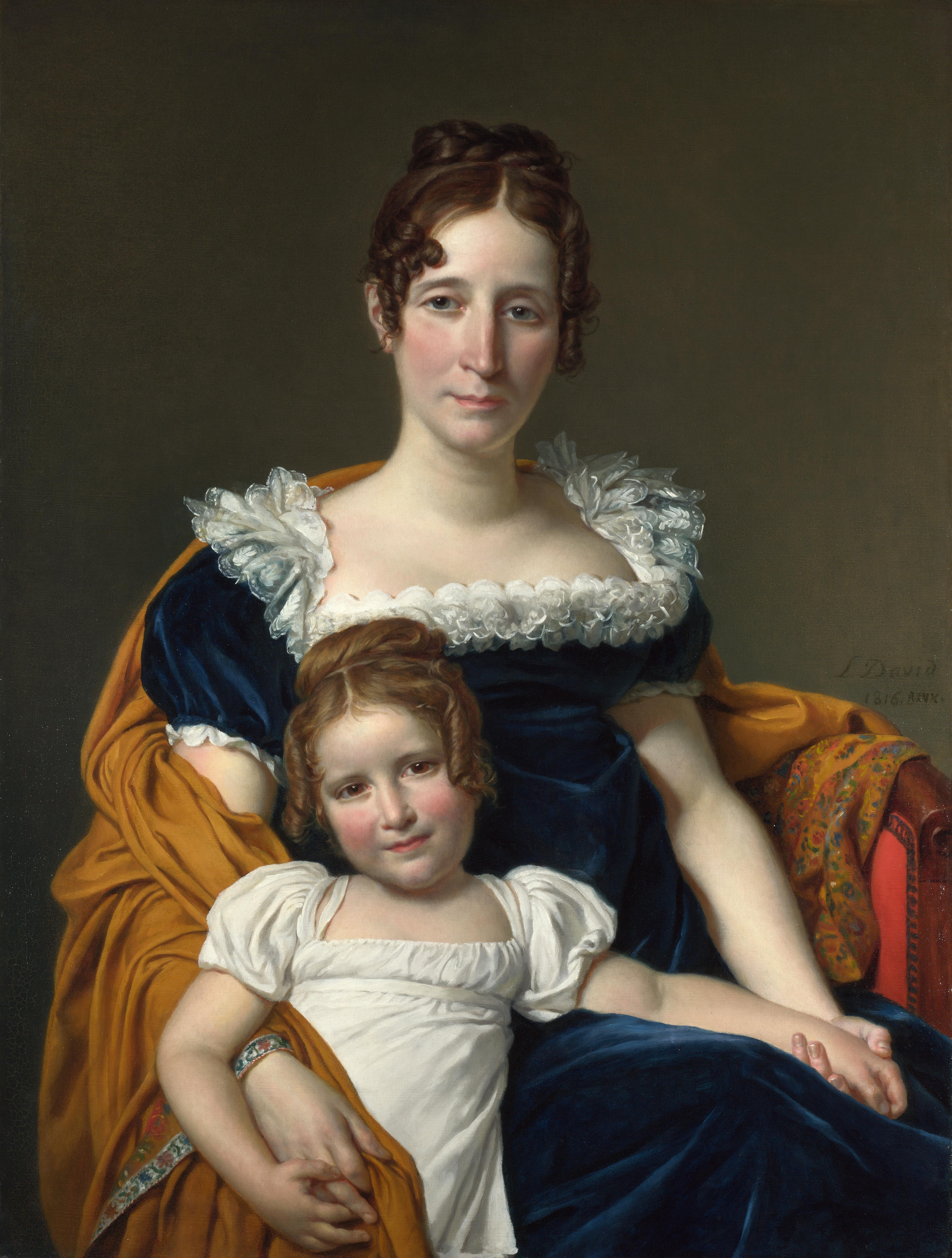
Barones Sophie-Louise-Zoé de Feltz; gravin Vilain XIIII, en haar dochter Louise geschilderd door Jacques-Louis David

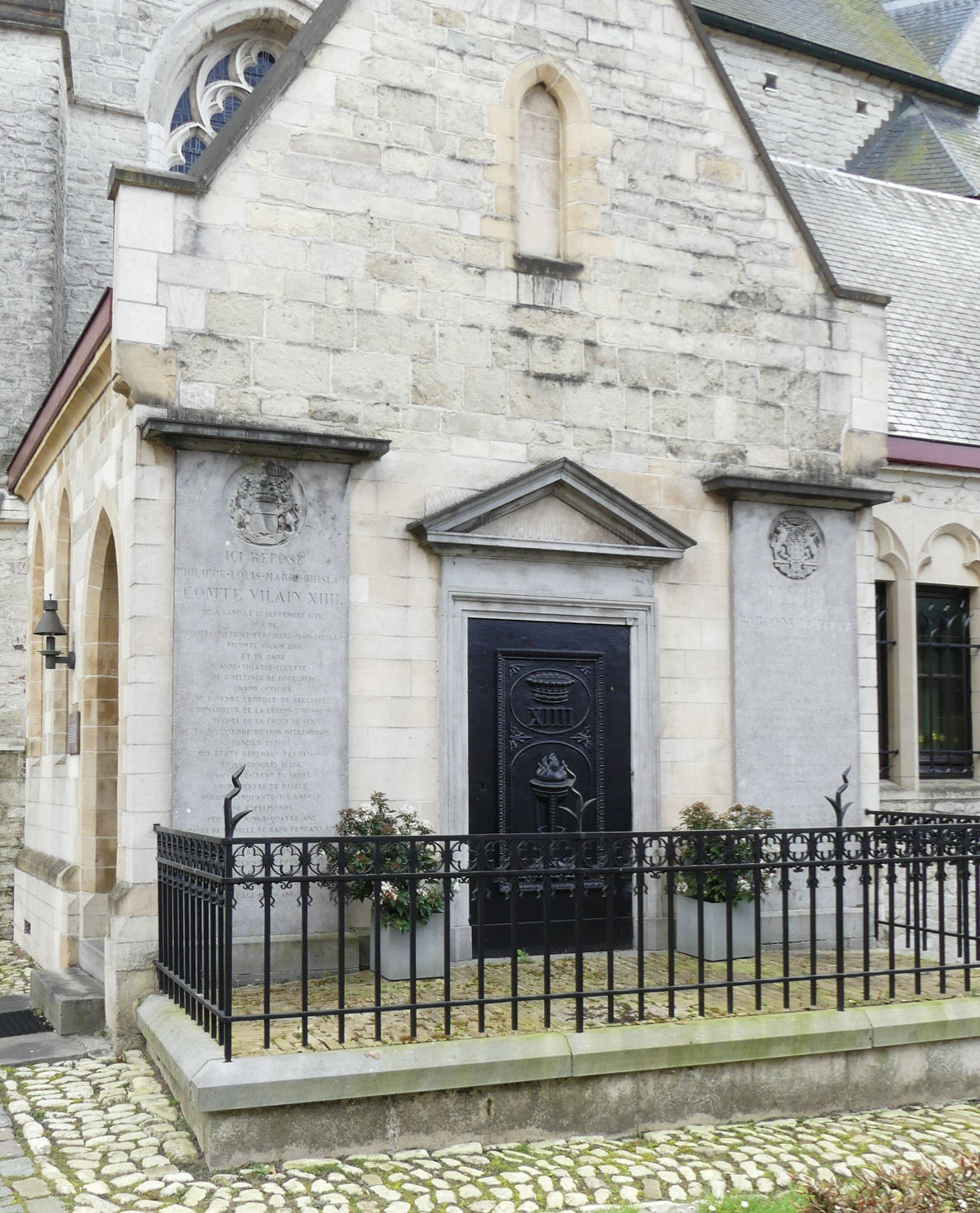
Grafkapel van burggraaf Vilain XIIII te Bazel

Zijn grootvader, Jean Jacques Philippe Vilain XIIII (1712-1777), was achtereenvolgens burgemeester van Aalst, pensionaris en voorzitter van de Staten van Vlaanderen eerste schepen van de Keure van Gent en grootbaljuw van Gent. Hij verkreeg in 1758 de erfelijke titel van burggraaf. Een van zijn zoons was burggraaf Philippe Mathieu Ferdinand Jean Ghislain Vilain XIIII (1753-1810), eveneens grootbaljuw van Gent (1778-1794). Hij was voorstander van een moderniserende evolutie in de wetgeving en ging dit zelfs met een delegatie in Wenen bepleiten. Hij was in 1790 niet akkoord met de conservatieve doelstellingen van Hendrik van der Noot tijdens de Brabantse Omwenteling en trok zich toen in Rijsel terug. Hij was in 1777 getrouwd met Anne Marie Colette de Ghellinck de Peteghem (1758-1779). Diens zoon, Philippe-Louis Vilain XIIII, over wie dit artikel handelt, had dus zijn moeder niet gekend. Hij trouwde in 1802 met barones Sophie-Louise-Zoé de Feltz (1780-1853), dochter van de Oostenrijkse diplomaat baron Wilhelm de Feltz.
Philippe-Louis studeerde zeer waarschijnlijk rechten in Leuven. Hij werd voor het eerst in een officieel document vermeld in 1794, toen hij samen met zijn vader voorkwam op de rol van belastingsplichtigen in een door de Fransen opgelegde 'gedwongen lening'. Hij was het Directoire niet ongenegen en maakte van de geboden gelegenheid gebruik om door aankopen van 'zwart goed' het familiedomein in Bazel en Rupelmonde uit te breiden. Hij volgde zijn vader Louis-Mathieu en zijn oom Charles-Joseph in hun sympathieën voor Napoleon en het Keizerrijk. Sophie-Louise werd hofdame bij keizerin Marie Louise en mocht de keizerlijke zoon, de 'Romeinse koning', boven de doopvont houden. Ze verbleven dan ook vaak in Parijs.
In 1800, pas 21 geworden, werd Philippe-Louis burgemeester van Bazel, ambt dat hij meer dan vijftig jaar uitoefende. Hij was ook commandant van de Erewacht voor het Scheldedepartement en verwelkomde in die hoedanigheid Napoleon en Marie-Louise in Gent in mei 1810. In 1804 werd hij tot lid van de algemene raad van dit departement verkozen, functie die hij tot het einde van het Keizerrijk bleef bekleden. In 1808 was hij een paar maanden burgemeester van Gent, maar die benoeming, die hij niet had durven weigeren, beviel hem niet en hij maakte er zich heel spoedig van af. In december 1812 werd hij ook burgemeester van Rupelmonde en cumuleerde dit mandaat met dat in Bazel, tot een wet in 1836 dergelijke cumulatie verbood.
In 1811 werd hij, op eigen verzoek, tot comte de l'Empire verheven.

## Onder het Verenigd Koninkrijk der Nederlanden
Philippe Vilain XIIII maakte zonder veel problemen de overstap naar het Verenigd Koninkrijk. Hij werd wel beschuldigd Fransgezind te zijn, maar dat hinderde weinig, want het nieuwe koninkrijk wilde graag invloedrijke personaliteiten aan zich binden, ongeacht hun vroegere loyaliteiten. Hij werd, samen met zijn vrouw, opgenomen in de kleine vriendenkring rond kroonprins Willem, zodat hij al direct betrokken was in de permanente ruzie tussen de koning en zijn zoon. Het belette niet dat hij tot kamerheer van Willem I werd benoemd en dat hij zich in 1816, met dezelfde persoonlijke titel van graaf, in de Ridderschap van Oost-Vlaanderen liet opnemen, hetgeen als bevestiging gold van zijn vroegere adellijke status.
Van 1815 tot 1821 en van 1823 tot 1829 was Vilain XIIII lid van de Tweede Kamer der Staten-Generaal. Voorstander van het Verenigd Koninkrijk der Nederlanden vanaf de stichting, evolueerde hij nochtans tot tegenstander van de gevoerde politiek. Als gevolg van zijn regelmatige afwezigheid lag het niet op zijn weg om het voortouw te nemen in de oppositie, maar zijn stemgedrag was toch voldoende om de regering te irriteren. Het gevolg was dat hij een eerste keer werd wandelen gestuurd in 1821, maar in 1823 werd hij door de kiezers opnieuw verkozen. Vooral vanaf 1828 nam zijn activiteit toe en dan wel in de zin van grotere oppositie. Hij begon zich in stijgende mate voor te doen als de woordvoerder van de katholieke adel en zijn invloed nam toe. In 1829 werd hij, dankzij een manoeuvre van de gouverneur van Oost-Vlaanderen opnieuw niet herkozen. Hetzelfde gebeurde in West-Vlaanderen met Felix de Mûelenaere. Het gevolg was dat ze in de opinie als martelaren werden beschouwd en dat door de sympathisanten van beide heren, op initiatief van de oppositiekrant Le Catholique des Pays-Bas een munt werd geslagen met als opschrift: Le pouvoir les proscrit, le peuple les couronne!

## Belgisch koninkrijk
Tijdens de septemberdagen van 1830 speelde Vilain een bescheiden rol. Hij was in Brussel van 14 tot 19 september lid van de Commission de Sûreté die toen al zijn invloed verloren had ten voordele van de meer radicale Réunion Centrale. Vilain vreesde voor het oprukken van het regeringsleger dat het ook op hem konden gemunt hebben, en ging buiten Brussel schuilen, waarschijnlijk in Dendermonde. Begin oktober was hij een van de initiatiefnemers die de Provinciale Staten van Oost-Vlaanderen bijeenriepen en een Comité de Conservation oprichtten, die tot aan de eerste provinciale verkiezingen in 1836, als vervanger van de Provinciale Staten zetelde. Het Comité bestond uit 18 leden maar Vilain maakte er geen deel van uit.
In die jaren was Vilain een van de boegbeelden van de katholieke vleugel geworden. Was hij in zijn jeugd, zoals zijn vader, vrijmetselaar geweest? Zijn naam werd vermeld als kandidaat bij de Amis Philanthropes in Brussel (1802) en als lid van La Bonne Amitié in Namen (1818), maar volledige zekerheid is er niet. In zijn thuisbasis Bazel genoot hij alvast de onvoorwaardelijke steun van de clerus. Het waren de katholieke kranten, zoals Le Journal des Flandres en Den Vaderlander, die hij mee had gefinancierd, die zijn kandidatuur vooropstelden voor het Nationaal Congres.
Begin november 1830 werd Vilain XIIII door de kiezers van het arrondissement Sint-Niklaas verkozen voor het Nationaal Congres. Samen met Charles de Bergeyck haalde hij een maximum aantal stemmen. Hij bleef slechts een goede maand lid. Na de twee beslissingen die naar zijn mening doorslaggevend waren (onafhankelijkheidsverklaring en eeuwigdurende uitsluiting van de Nassaus), liet hij weten dat hij dringende familiezaken te regelen had in Parijs en daarom ontslag nam. Hij werd opgevolgd door Charles Annez de Zillebeke.
In 1831 werd hij senator, eerst voor het arrondissement Kortrijk, vervolgens vanaf 1847 voor het arrondissement Sint-Niklaas en bleef dit tot in 1851. Gedurende zeventien opeenvolgende jaren was hij ondervoorzitter van de Hoge Vergadering, ook al zette hem dit duidelijk niet aan tot veel aanwezigheid en activiteit. Zijn vrouw werd in 1832 hofdame van koningin Louise Marie. Wanneer in 1838 opnieuw de aanvaarding van het Verdrag der XXIV artikelen ter bespreking kwam, nadat Willem I het eindelijk aanvaard had, behoorde hij tot de hevige tegenstanders van de afstand van territorium zoals dit al in 1831 door het Nationaal Congres was aanvaard.
Vilain XIIII leefde in grote stijl, enerzijds in zijn kasteel Wissekerke in Bazel (thans eigendom van de gemeente Kruibeke), anderzijds in zijn Brusselse residentie op het Koningsplein, waar hij overleed (later residentie van de prinsen Albert en Elisabeth alvorens hij koning werd, vervolgens zetel van de Bank van Brussel en vanaf 1984 zetel van het Rekenhof). In de gemeente Bazel werd hij en wordt hij tot op vandaag als een weldoener herdacht.

## Financiële en industriële activiteiten
Méér dan politicus, was Vilain XIIII vooral bekommerd om zijn financiële beleggingen en speelde hij een rol in de economische en industriële modernisering van het land.
- In 1821 stichtte hij de verzekeringsmaatschappij tegen brand 'De Verenigde Eigenaars'.
- In 1824 stichtte hij de naamloze vennootschap 'Mercurius' voor het vervoer per stoomschip van personen en goederen tussen Gent en Antwerpen
- Van 1829 tot 1834 was hij aandeelhouder van de 'Société Générale'
- Van 1831 tot 1835 was hij lid van het college van commissarissen van de Société Générale
- In 1835 stapte hij over naar de pas gestichte Banque de Belgique, de Nationale Bank, en was er tot in 1840 lid van de raad van bestuur
- Vanaf 1836 was hij beheerder van de 'Société de Saint Léonard pour la fabrication du fer et de l'acier'
- Vanaf 1837 was hij beheerder van de 'Société des Hauts-Fourneaux de Monceaux'
- Ook vanaf 1857 was hij beheerder van de 'Société des mines et des fonderies de zinc de la Vieille Montagne'
- Vanaf 1836 was hij commissaris van de 'Société des Charbonnages et Hauts-Fourneaux de l'Espérance'
- In 1836 werd hij commissaris van de 'Librairie et imprimerie Méline, Cans et Cie'
- Vanaf 1837 was hij commissaris van de 'Société des Hauts-Fourneaux du Borinage'
- In 1838 was hij medestichter van de 'Société pour l'exploitation de mines dans les provinces de Luxembourg et de Namur'
- In 1841 werd hij commissaris van de Bloemmolens van Brussel
- In 1847 werd hij commissaris van de 'Société blanc de zinc'
- Hij was medefinancier van het kanaal van Bergen naar de Samber en van de spoorweg Gent-Antwerpen via Sint-Niklaas.

## Nazaten in zijn voetspoor
Onder de acht kinderen van Philippe Vilain XIIII waren er verschillende die in zijn voetspoor een nationale rol speelden als katholieke politici, net zoals zijn twee schoonzoons dit deden. Het ging om:
- burggraaf Charles-Ghislain Vilain XIIII (1803-1878)
- burggraaf Alfred Vilain XIIII (1810-1886), die senator was en burgemeester van Rupelmonde en Bazel, van wie de zoon, Stanislas Vilain XIIII (1838-1926) eveneens senator en burgemeester van Bazel werd. Zijn zoon Georges Vilain XIIII (1866-1931) was eveneens senator en burgemeester van Bazel. Een van die zijn zoons, Philippe Vilain XIIII (1896-1970) was eveneens burgemeester van Bazel.
- Emma Vilain XIIII (1816-1864) trouwde met jonkheer Prosper de Kerchove de Denterghem (1813-1853) die katholieke volksvertegenwoordiger werd, in tegenstelling tot verschillende van zijn familieleden die in het liberale kamp nationale en lokale mandaten vervulden.
- Rosalie Vilain XIIII (1824-1894) trouwde met graaf Adolphe du Bois d'Aische (1825-1868) die eveneens katholieke volksvertegenwoordiger werd.

Jacques-Louis David schilderde een portret van Sophie-Louise-Zoé de Feltz, de echtgenote van Philippe Vilain XIIII, met hun dochter Marie-Louise (1811-1883). Dit portret werd gemaakt in Brussel, tijdens de ballingschap van David, na de val van het keizerrijk. Sinds 1994 behoort het toe aan de National Gallery in Londen.